# Prestfoss
Prestfoss is een plaats in de Noorse gemeente Sigdal, provincie Buskerud. Prestfoss telt 460 inwoners (2007) en heeft een oppervlakte van 0,87 km².